# Recht auf Heimat
Recht auf Heimat bezeichnet ein abgeleitetes Recht des Einzelnen auf das Leben in seiner Heimat. Dieses Recht wurde aus dem Verbot der Verbannung sowie der willkürlichen Entziehung der Staatsbürgerschaft sowie dem Recht auf Rückwanderung (Allgemeine Erklärung der Menschenrechte) abgeleitet und findet sich vor allem in der Charta der deutschen Heimatvertriebenen der Vertriebenenverbände wieder. Es ist im internationalen Recht bisher nicht allgemein anerkannt.
In der Völkerrechtsliteratur gibt es außerhalb des deutschen Rechtskreises keine ausdrücklichen Hinweise auf die Existenz eines „Rechts auf Heimat“ im Sinne eines Schutzes davor, diese verlassen zu müssen, indem man in einen anderen Staat emigrieren muss. Es gibt vereinzelte Bestrebungen, aus den völkerrechtlichen Teilregelungen einen derartigen Anspruch abzuleiten. Ferner wird ein Rechtsanspruch auf Rückkehr einer Volksgruppe in ihr angestammtes Territorium nur theoretisch bejaht und würde etwa durch „Umnationalisierungen“ und Zuwanderungen erhebliche Probleme in der Praxis schaffen. Das Recht auf Rückkehr haben die Vereinten Nationen im Zusammenhang mit dem Selbstbestimmungsrecht der Völker insbesondere Palästinas, Zyperns, Kambodschas und Afghanistans anerkannt.
Im Verfassungsrecht der Bundesrepublik Deutschland wird gelegentlich ein „Recht auf Heimat“ aus dem Bürgerrecht auf Freizügigkeit nach Art. 11 des Grundgesetzes abgeleitet. Demnach schützt Art. 11 GG das Recht, an jedem Ort innerhalb des Bundesgebietes Aufenthalt und Wohnsitz zu nehmen, und impliziert damit ein verfassungsrechtlich geschütztes „Recht auf Heimat“ mit dem Inhalt, an dem gewählten Heimatort wohnhaft bleiben zu dürfen. Ein über diesen Schutzbereich hinausgehendes, selbständiges „Recht auf Heimat“ lässt sich der Verfassung hingegen nicht entnehmen. Diese Auffassung vertritt unter anderem auch das Bundesverfassungsgericht. Die Landesverfassungen von Baden-Württemberg (Art. 2 Abs. 2 BWVerf) und Sachsen (Art. 5 Abs. 1 S. 2 SächsVerf) hingegen sehen das Recht auf Heimat ausdrücklich vor.
Gelegentlich wird das „Recht auf Heimat“ auch in dem Sinne verstanden, dass die „Heimat“ eines Menschen vor „Überfremdung“ durch den Zuzug und die Erwerbstätigkeit „Heimatfremder“ geschützt werden müsse. Praktiken, die aus solchen Auffassungen abgeleitet werden können, können in Deutschland gegen das Diskriminierungsverbot des Art. 3 Abs. 3 GG verstoßen, wonach niemand wegen seiner „Heimat und Herkunft“ bevorzugt oder benachteiligt werden darf. Außerdem verstoßen sie, sofern sie gegen EU-Bürger gerichtet sind, gegen EU-Recht.

## Diskurse in Deutschland

### Vertreibung aus politischen und ethnischen Gründen

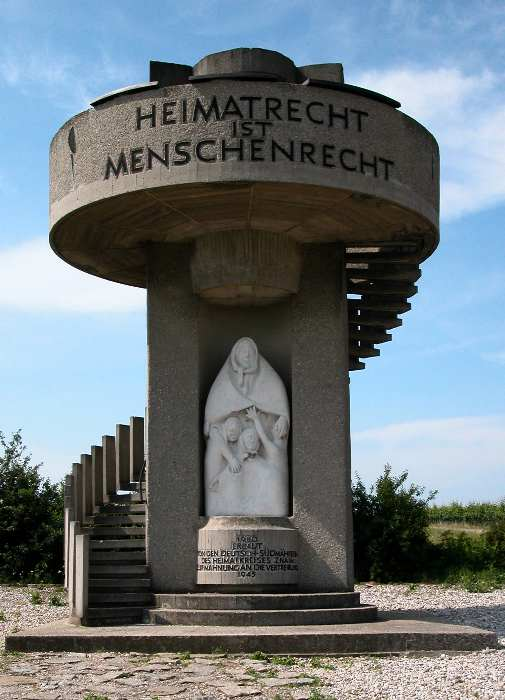
Heimatrecht als Menschenrecht: Vertriebenendenkmal im niederösterreichischen Unterretzbach

Die am 5. August 1950 veröffentlichte Charta der deutschen Heimatvertriebenen postulierte ein „Recht auf die Heimat“ und versuchten es auf einer naturrechtlichen Basis zu begründen. Das „Recht auf die Heimat“ wurde nicht zu einem allgemein anerkannten Begriff des Völkerrechts.
In den 1950er Jahren wurde in der Bundesrepublik Deutschland die Propagierung einer Rückkehr der Heimatvertriebenen auf Basis eines angeblich völkerrechtlich verbrieften Rechts auf Heimat etabliert, um innenpolitisch die gegenseitigen Ressentiments von Einheimischen und Zugewanderten zu zerstreuen und den Aufenthalt der Vertriebenen als Provisorium darzustellen. Außenpolitisch wurde sie von nahezu allen Parteien zur Legitimation territorialer Ansprüche genutzt. In der politischen Auseinandersetzung des Kalten Krieges wurde die Proklamation eines Heimatrechtes durch die organisierten Vertriebenen und die daraus abgeleiteten Ansprüche auf Rückgabe der Heimatgebiete der Vertriebenen von deren politischen Gegnern als „Revanchismus“ kritisiert. Bis auf die KPD hatten alle Parteien die Wendung „Recht auf Heimat“ oder das Kompositum Heimatrecht in ihren Wahlprogrammen.
Später wurde der Begriff als einprägsames politisches Schlagwort vor allem von rechtsextremistischen Parteien wie der DVU und der NPD eingesetzt. Der Politikwissenschaftler Karl Dietrich Bracher konstatierte 1980: „Die Parole ‚Recht auf Heimat‘ und die Forderung nach Grenzrevision ertönten nirgends stärker als in der NPD.“
Die politische Forderung eines „Rechts auf Heimat“ im Sinne eines Rechts auf Rückkehr in ehemalige deutsche Siedlungsgebiete ist heute außerhalb der Vertriebenenverbände wenig verbreitet und stößt auch bei den meisten ihrer Mitglieder nur noch auf wenig Interesse. Dem Bund der Vertriebenen gehört nach eigenen Angaben nur eine zahlenmäßige Minderheit von zwei der nach seinen Angaben 15 Millionen Vertriebenen an. Kritiker halten diese Mitgliederzahlen für weit überhöht.
Die These des Rechts auf die Heimat wird vor allem durch die deutschen Völkerrechtler Kurl Rabl, Rudolf Laun, Otto Kimminich und Dieter Blumenwitz getragen, sowie vom österreichischen Völkerrechtler Felix Ermacora und vom amerikanischen Völkerrechtler, Historiker und Träger des Menschenrechtspreis der Sudetendeutschen Landsmannschaft Alfred de Zayas auch im Zusammenhang mit den „ethnischen Säuberungen“ in Jugoslawien erläutert. Blumenwitz, Dietrich Murswiek, Herbert Kraus, Theodor Veiter und Frans du Buy postulierten ein Recht auf Heimat als Ausdruck des Selbstbestimmungsrechtes. Der Bund der Vertriebenen und ihm untergliederte Landsmannschaften stützen sich auf z. T. von diesen Rechtswissenschaftlern in ihrem Auftrag ausgearbeiteten Expertisen.
Diese Experten sitzen auch in Gremien und Arbeitsgruppen der Vertriebenenverbände und publizieren vereinzelt in ihnen zuzurechnenden Verlagen und Schriftenreihen. De Zayas, Ermacora und Blumenwitz vertreten in der Beurteilung der Vertreibung der Sudetendeutschen als Völkermord eine Minderheitenposition, die insbesondere im nationalkonservativen Meinungsspektrum Unterstützung findet. Der Völkermordcharakter der Vertreibung der Sudetendeutschen wird etwa von Christian Tomuschat abgelehnt. Die Einstufung als Völkermord und dessen Verbot ist dabei Grundlage der Konstruktion eines „Rechtes auf Heimat“. Dieses Recht wird auf ein ethnisch gedachtes Kollektiv bezogen, worin manche Kritiker den fortgesetzten Versuch der Zerschlagung der Tschechoslowakei mit einer Teilung Böhmens und Mährens nach ethnischen Kriterien sehen.
Christian Graf von Krockow warnt davor, den Begriff „Heimat“ zu überdehnen. Insbesondere sei die Vorstellung abwegig, das „Recht auf Heimat“ könne sich „auf Kinder und Kindeskinder vererben“. „Heimat wird mit jedem Menschen neu geboren, wie sie auch mit jedem Menschen stirbt.“, stellt von Krockow fest. Das „Recht auf Heimat verkehrt sich ins Unrecht, in die Bedrohung, wenn es für vererbbar erklärt und solch ein Erbe als Anspruch gegen andere in Stellung gebracht wird.“

### Verlust der Heimat durch fehlende Nutzbarkeit
Als (potenziell) „Heimatvertriebene“ kann man auch Menschen betrachten, deren Wohnort durch Naturkatastrophen oder Eingriffe des Menschen unbewohnbar geworden ist oder davon bedroht ist.
Das Bundesamt für Strahlenschutz unterstützte 2002 in seiner Genehmigung des Standort-Zwischenlagers beim Atomkraftwerk Grohnde die These, es gebe ein „Recht auf Heimat“. Dieses „Recht auf Heimat“ bedeute aber nicht, dass Anwohner eines Zwischenlagers für Brennelemente das Recht hätten, den Betrieb dieser Anlage verbieten zu lassen.
Gegner des Braunkohle-Tagebaus Garzweiler II klagten vor dem Bundesverwaltungsgericht gegen das Projekt mit der Begründung, der Abriss ganzer Dörfer verstoße gegen ihr „Grundrecht auf Heimat“. Diese Auffassung wurde von dem Gericht 2008 zurückgewiesen. Die Begründung:
Die Zulassung des Rahmenbetriebsplans berührt nicht deshalb auch den Schutzbereich der Freizügigkeit, weil dieses Grundrecht als Recht auf Heimat zu verstehen ist und es insoweit Zusammenhänge grundrechtlich sichert, die von der Eigentumsgarantie nicht erfasst werden (so aber: Baer, Zum „Recht auf Heimat“ – Art. 11 GG und Umsiedlungen zugunsten des Braunkohlentagebaus, NVwZ 1997, 27). Unter Heimat wird hierbei ein freiwillig gewählter, identitätsstiftender, territorial bezogener und gesicherter Zusammenhang verstanden (Baer, NVwZ 1997, 27 <30>). Die Bedeutung der so verstandenen Heimat mag den Wunsch begründen, an dem einmal gewählten Wohnsitz zu bleiben. Dennoch ist nicht dieser identitätsstiftende Zusammenhang als solcher Schutzgut des Grundrechts auf Freizügigkeit. Dass in Folge der Zulassung eines Rahmenbetriebsplans das Bergbauunternehmen versuchen wird, die benötigten Grundstücke, sei es freihändig, sei es im Wege der Grundabtretung, zu erwerben, macht den Verlust der Wohnmöglichkeit an dem einmal gewählten Ort zwar zu einem Schicksal vieler. Das ändert aber nichts daran, dass für den einzelnen Grundrechtsträger der Verbleib in der Heimat mit dem Eigentum an einem zum Wohnen geeigneten Grundstück (oder mit einem vom Eigentum abgeleiteten Nutzungsrecht) abhängt. Die Auflösung eines als Heimat empfundenen Ortes ist Folge des Eigentumserwerbs durch den Vorhabenträger.
Bereits 1983 war im Zusammenhang mit dem Bau der Negertalsperre, durch den das Dorf Brunskappel unter der Wasserfläche verschwinden sollte, das „Recht auf Heimat“ vor Gericht als Argument eingebracht worden.

## Weltweite Diskurse
Von einem „Recht auf Heimat“ spricht auch der katholische Bischof von Banja Luka, Franjo Komarica, der sich vor allem für Vertriebene im ehemaligen Jugoslawien einsetzt. Er begründet dieses Recht theologisch: „Jeder Mensch ist als Adam geschaffen, aus Erde und vom Erdboden, und zwar von jenem Erdboden, wo er geboren wird. Der Erdboden ist notwendiger Bestandteil jedes menschlichen Daseins. Der Geburtsort ist nicht nur der Raum, in welchem der Menschen erstanden ist, sondern auch der Raum, aus welchem er zusammengesetzt ist.“
Ein Recht auf Heimat wird von der Gesellschaft für bedrohte Völker (GfbV) propagiert. Hierzu gehörte auch die Forderung der GfbV international nach Aufnahme dieses Rechts in die Charta der Grundrechte der Europäischen Union im Jahre 2000.
Greenpeace gibt zu bedenken, dass auch Bewohner von tief gelegenen Gebieten, die vom klimawandelbedingten Ansteigen des Meeresspiegels bedroht seien, ein „Recht auf Heimat“ hätten.
Verallgemeinernd stellt Anne Peters, Professorin für Völker- und Staatsrecht an der Universität Basel, fest: „Umweltzerstörung unterminiert […] im Prinzip alle Menschenrechte, die in den internationalen Rechtstexten anerkannt sind. Beispielsweise kann die Niederlassungs- und Aufenthaltsfreiheit bzw. das Recht auf Heimat in niedrig gelegenen und Atollstaaten durch den Anstieg des Meeresspiegels gefährdet werden. Insbesondere die Rechte auf Privatleben, Gesundheit und auf frisches Wasser, in eingeschränktem Masse auch das Recht auf Leben, sind nur in einer nicht übermässig belasteten natürlichen Umwelt effektiv.“

## Wissenschaftliche Beurteilung
Der Politikwissenschaftler und Migrationsforscher Rainer Bauböck kritisierte die Forderung nach einem „Recht auf Heimat“ im Sinne eines Rechts, in dem Land zu leben, in dem man geboren wurde oder aufgewachsen ist, als einseitig. Diese Forderung setze voraus, so Bauböck, dass Migration und Abwanderung ausschließlich negativ zu bewertende Erscheinungen seien: Zum einen für die Menschen, die ihre ursprüngliche Heimat verließen (und damit „verlören“), zum anderen für die Gesellschaften, die diese Zuwanderer aufnehmen müssten und so ihre eigene Kultur gefährdeten, wenn es sich bei den Zuwanderern um „Fremde“ handle.
Das „Recht auf Heimat“ werde auch als Begründung genutzt, um weitere Zuwanderung zu beschränken und zu selektieren, indem behauptet werde, durch den weiteren Zuzug von „Fremden“ höre die „Heimat“ auf, Heimat zu sein, indem das Land, in dem man lebe, „überfremdet“ werde.
Erst in zweiter Instanz diene die Forderung nach einem „Recht auf Heimat“ der Verbesserung der Lebensumstände in den Herkunftsländern derer, die diese verlassen wollten bzw. sich überlegten, ob sie freiwillig dorthin zurückkehren wollten, und erst zuallerletzt werde das „Recht auf Heimat“ im Sinne einer Pflicht zur Aufnahme von Flüchtlingen verstanden, die nicht in ihre Heimat zurückkehren könnten, das heißt als Pflicht zur Bereitstellung einer „neuen Heimat“ für Flüchtlinge. Dementsprechend könnten sich Immigranten nicht darauf berufen, das „Recht auf Heimat“ impliziere ein Bleiberecht nach der Zuwanderung. Noch weniger könne sich ein nicht (z. B. durch eine Unionsbürgerschaft) privilegierter Einreisewilliger auf ein „Recht auf Heimat“ in einem Land berufen, in dem er noch nie gelebt habe: „Niemand kann Anspruch auf eine Heimat erheben, in der er nicht aufgewachsen ist.“, meint Rainer Bauböck.
Dagegen, ein Recht auf Heimat im Sinne der Schaffung von Staaten bzw. Regionen, in denen die je „eigene“ Ethnie eine Mehrheit bildet, aus dem Selbstbestimmungsrecht der Völker abzuleiten, wehrte sich 1989 Ralf Dahrendorf. Kurz vor der Auflösung der Sowjetunion stellte er die These auf: „Es gibt kein Recht der Armenier, unter Armeniern zu leben“ und nicht als nationale Minderheit zusammen mit anderen Ethnien in einem Vielvölkerstaat. Indem sie sich auf ein Selbstbestimmungsrecht der Völker beriefen, wollten Politiker im Allgemeinen nicht nur die Änderung von Staatsgrenzen, sondern auch der ethnischen Zusammensetzung der Bevölkerung in einem Gebiet als legitim erscheinen lassen. So sei es bereits Woodrow Wilson, der als Erster exzessiv von einem „Selbstbestimmungsrecht der Völker“ gesprochen habe, in erster Linie darum gegangen, die Zerschlagung Österreich-Ungarns rechtfertigen zu können. „Das sogenannte Selbstbestimmungsrecht hat unter anderem als Alibi für Homogenität gedient, und Homogenität heißt immer die Ausweisung oder Unterdrückung von Minderheiten“, meint Dahrendorf.
Gegen die These, beim Reden vom „Recht auf Heimat“ gehe es nicht darum, Menschen zu helfen, die als (Wirtschafts-)Migranten nach Deutschland gekommen seien, spricht eine Äußerung des damaligen Bundesministers für Arbeit, Norbert Blüm: „Unsere Fürsorge begleitet die Heimkehrer. Ihren Heimatländern soll geholfen werden. Denn dann erst ist die Welt in Ordnung, wenn das Recht auf Arbeit nicht vom Recht auf Heimat getrennt ist. Die Arbeitsplätze müssen zu den Menschen und nicht umgekehrt. Die Welt steht kopf, solange dies anders ist.“